# نظام الثبات الإلكتروني

رمز نظام الثبات الإلكتروني

نظام الثبات الإلكتروني (ESP) (بالإنجليزية: Electronic stability control)‏ هو نظامٌ يساعد على التحكّم بثبات السيارة وزيادة ثبات السيارة، وذلك عن طريق تحديد أماكن الانزلاق أي أماكن فقدان الجر في السيارة والعجلات والتخفيف منها قدر المستطاع، فيعمل هذا النظام على الكبح بشكل أوتوماتيكي للسيارة للمساعدة على توجيه السيّارة من قِبل السائق بشكلٍ أفضل، فيتم تطبيق قوة المكابح على كل عجلة من العجلات بشكلٍ تلقائي وبشكلٍ منفصلٍ عن العجلات الأخرى بحسب الانزلاق الموجود على كلٍّ عجلة، حيث يتم تطبيق المكابح على العجلات الداخليّة على سبيل المثال أو الخارجيّة للحد من الانحراف خارج المسار، وذلك بحسب الانزلاق الموجود في داخل العجلات أو خارجها.
ويعتبر نظام (ESP) أو كما يعرف أيضاً في بعض الأحيان (Electronic Stability Control) أحد الأنظمة الحديثة في السيارات والذي جعل من التحكّم فيها أمراً أسهل ممّا كانت عليه.